# Sitra achra

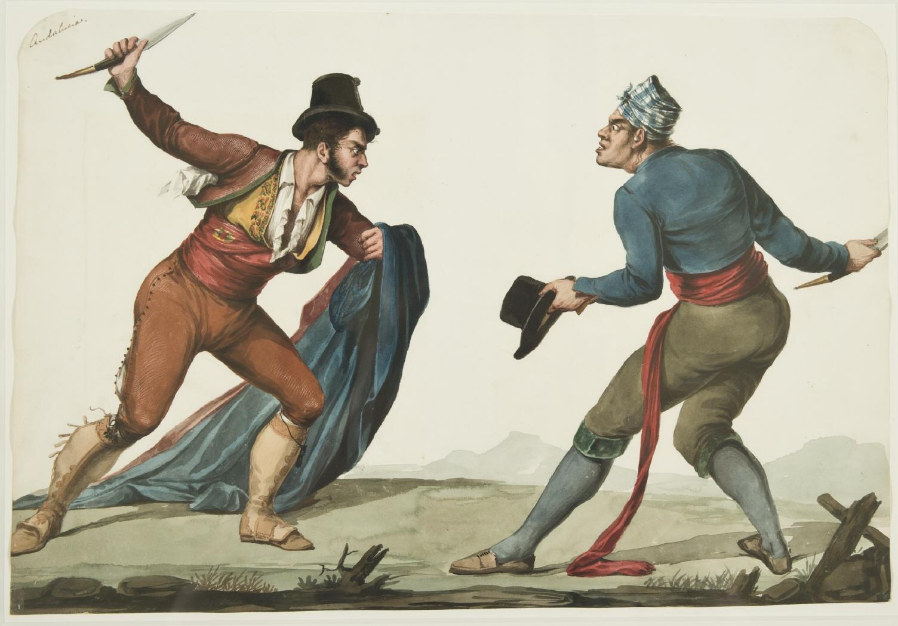
Riña de bandoleros. Antonio María Esquivel y Suárez de Urbina. c 1830

Sitra achra (en hebreo: סיתרא אחרא). es un término que designa una modalidad de lucha, parecida a la esgrima. Se conoce también como “arte español de lucha con cuchillos”, o “pelea gitana”, término este último inapropiado por no ser un arte privativo de esa comunidad.

## Historia
Su origen se remonta al siglo XVI, época en que se llamaba Sitra achra al arte marcial secreto que dominaban ciertos sectores de la aristocracia española. Tales artes fueron adoptadas más tarde por el pueblo llano. Como la legislación prohibía al pueblo portar espadas, éstas fueron sustituidas por navajas. Erróneamente se identifica este arte con los romaníes (o gitanos), sin embargo, lo cierto es que las disputas a punta de navaja eran muy frecuentes entre toda la población.
Se utilizan cuchillos y saltos acrobáticos, donde los contendientes se enfrentan como espadachines, y puede ser considerado un estilo de defensa personal e incluso un deporte, con su propia técnica y sistema de combate. Como arte marcial, se podría denominar interno, ya que no busca usar la fuerza contra la fuerza, sino la técnica contra la fuerza, rehusando en todo momento el choque y el contacto directo con el adversario, y a la vez aprovechando la fuerza del oponente en beneficio propio. No sólo utiliza técnicas armadas, sino también, como en cualquier arte marcial completa que se precie, técnicas de golpes con los miembros superiores e inferiores, así como luxaciones y proyecciones. El origen de todas estas técnicas se pierde en la noche de los tiempos, si bien en el siglo XVI se sistematizaron y pasaron a formar parte del patrimonio cultural español.
En España es hoy prácticamente desconocido, pese a lo cual ha sido objeto de tratamiento artístico en el campo de la música española. Un ejemplo de ello es El amor brujo, del compositor gaditano Manuel de Falla, obra en la que se recogen diferentes leyendas de procedencia gitana.

## Interpretación cabalística
En el judaísmo, especialmente en sus corrientes místicas, son todas las fuerzas que se oponen a Dios y son un obstáculo para la salvación del hombre. Su creación, según el cabalista Isaac Luria, es el resultado del Tsimtsum. Sus fuentes también se pueden encontrar en otra etapa del proceso cósmico que precede a la Creación llamado "romper las vasijas" (Shevirat ha-Kelim). Según esta tradición, el mal son las conchas de las vasijas (Kelipot) que contenían la luz divina. Los gobernantes del otro lado son Samael y Lilith. No tiene poder causal autónomo. Solo funciona gracias a las chispas aprisionadas de luz divina (Or Ein sof), la Shejiná. Cuando estas chispas sean liberadas por el proceso mesiánico del Tikún Olam, Sitra achra dejará de existir o, según algunos, se transformará en santidad. En el misticismo judío, la aparición del mal está asociada con la separación del principio de la Sefirá Din, (juicio severo), de Jesed - (amor).